# 卢雅文
卢雅文（1923年—），出生於香港，是著名大提琴家馬友友的母親，自小曾學習聲樂，畢業於国立中央大学藝術系。並認識了音樂家馬孝駿，結為夫妻，後兩人移居法國巴黎，生下馬友友之後又移居美國。曾經口述《我的兒子马友友》一書。